# بيريتا أم 1951
بيريتا أم 1951 هو مسدس 9 مم نصف آلي، طوّر أواخر الأربعينيات وأوائل الخمسينيات بواسطة شركة بيريتا الإيطالية خلال اواخر الأربعينات وبداية الخمسينات. أدخل المسدس للاستخدام العسكري من قبل القوات المسلحة الإيطالية وقوات الأمن باسم موديلو 1951 - Modello 1951  (أم 1951)، مُستبدل بذلك الطراز بيريتا ام 1934 9 مم.

## التاريخ
كان إنتاج المسدس في عام 1953 محدود وأصبح على نطاق واسع في عام 1956 حتى عام 1980. الدفعة الأولى من الإنتاج المميز، ولقد أخدت مصر ترخيص لقيام لأنتاج هذا المسدس محليآ لسد النقص الحاصل لدى الجمهورية العربية المصرية وانتجت حوالي50,000 مسدس مصري وعدلت فيه قليللآ، وينتج في مصر تحت اسم حلوان وتستخدمه إسرائيل، وينتج في العراق تحت اسم "طارق"، ونيجيريا، وليبيا وتونس.

## المستخدمين
- مصر:ينتج في مصر محليآ وبرخصة تحت اسم حلوان[2]
- العراق: يُصنع في العراق بموجب ترخيص في منشأة القادسية تحت أسم "طارق" من عام 1981 فصاعدا، وتوقف الإنتاج في عام 2003 واستأنف في عام 2009. تستخدم الشرطة العراقية والأسايش الكردية مسدس طارق حاليا في الخدمة، علما أن القوات المسلحة العراقية وقوات الحرس الجمهوري وحماية الرئيس السابق صدام حسين كان تستخدمه.[2]

- هايتي[2]

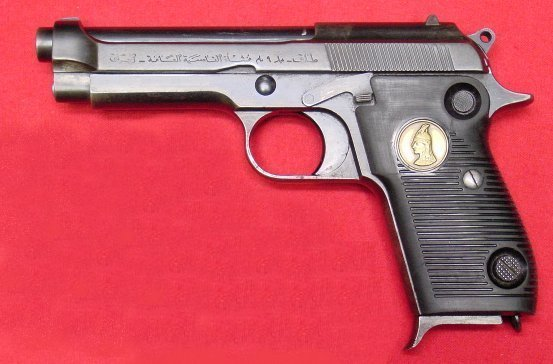
مسدس طارق العراقي

- إسرائيل:حصلت إسرائيل على هذه المسدس تجاريآ أو من معارك مع مصر.[2]
- إيطاليا[2]
- ليبيا[2]
- نيجيريا[2]
- تونس[2]
- اليمن[2]

## وصلات خارجية
http://world.guns.ru/handguns/hg/it/beretta-951-e.html